# アンドラッチ
アンドラッチ（カタルーニャ語: Andratx, カタルーニャ語発音: [ənˈdɾatʃ]）は、スペイン・バレアレス諸島州のムニシピ。マヨルカ島西部に位置し、パルマ・デ・マヨルカ都市圏に含まれている。

## 地理

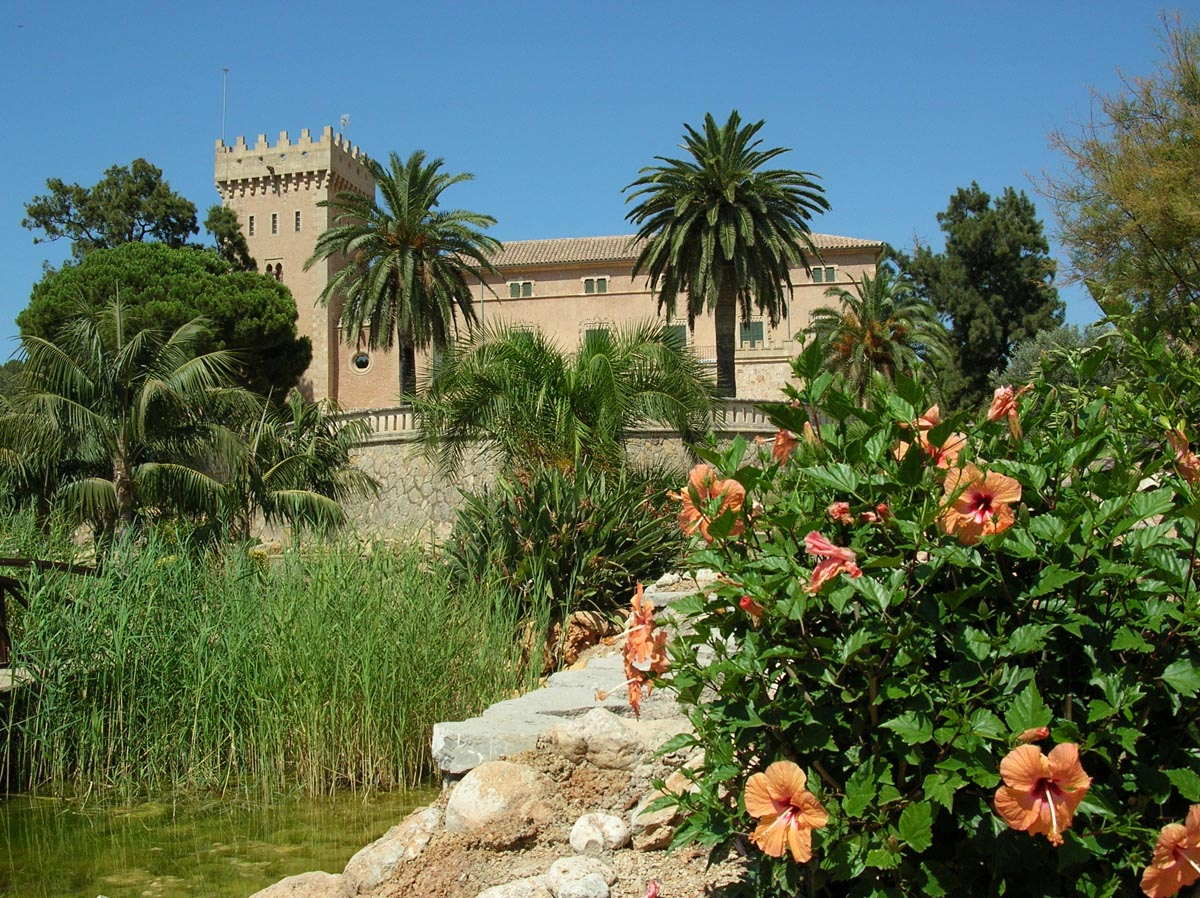
アンドラッチ城

自治体名と同名のアンドラッチ地区が中心地区であり、アンドラッチ地区はトラムンターナ山脈南端部の内陸部にある。バレアレス諸島州の州都パルマ・デ・マヨルカの西20キロメートルにあり、パルマ・デ・マヨルカ都市圏を構成する9自治体のひとつである。
アンドラッチ地区の数キロ南、地中海岸には高級リゾート地のポルト・ダンドラッチ地区がある。地中海に近い自治体南部には農地のあるいくつかの谷がある。自治体北部はトラムンターナ山脈の山岳地帯であり、自治体の最高地点は標高927メートルである。
マヨルカ島の西岸にはアンドラッチの自治体域に含まれる2.88km2のドラゴネーラ島がある。ドラゴネーラ島は1995年には自然公園に指定された。無人島であるが観光地であるため、マヨルカ島本土のサン・エルム地区から定期便が運航されている。アンドラッチではアーモンド、キャロブ、イチジク、柑橘類、ブドウなどが生産されているが、農業や漁業の従事者は大きく減少しており、今日の主要産業は観光業である。

### 地区

サント・エルム地区

- アンドラッチ地区 : 内陸部にある中心地区。2008年の人口は6,929人。
- ポルト・アンドラッチ地区 : 地中海に面する高級リゾート地。2008年の人口は3,033人。
- サント・エルム地区 : 地中海に面する観光地。2008年の人口は369人。
- サラコー地区 : 2008年の人口は786人。
- アス・カム・ダ・マール地区 : 2008年の人口は231人。

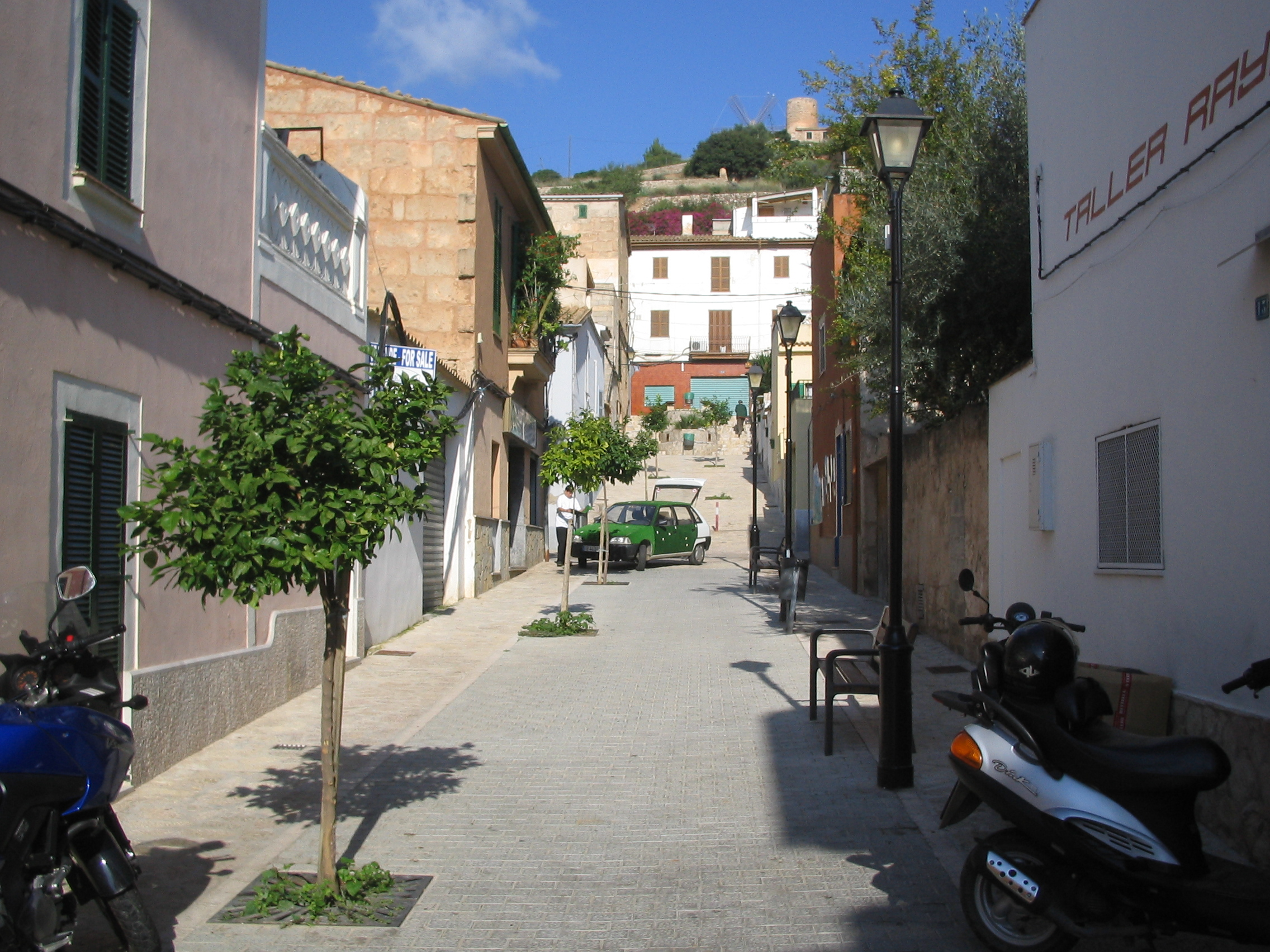
アンドラッチ地区の中心部
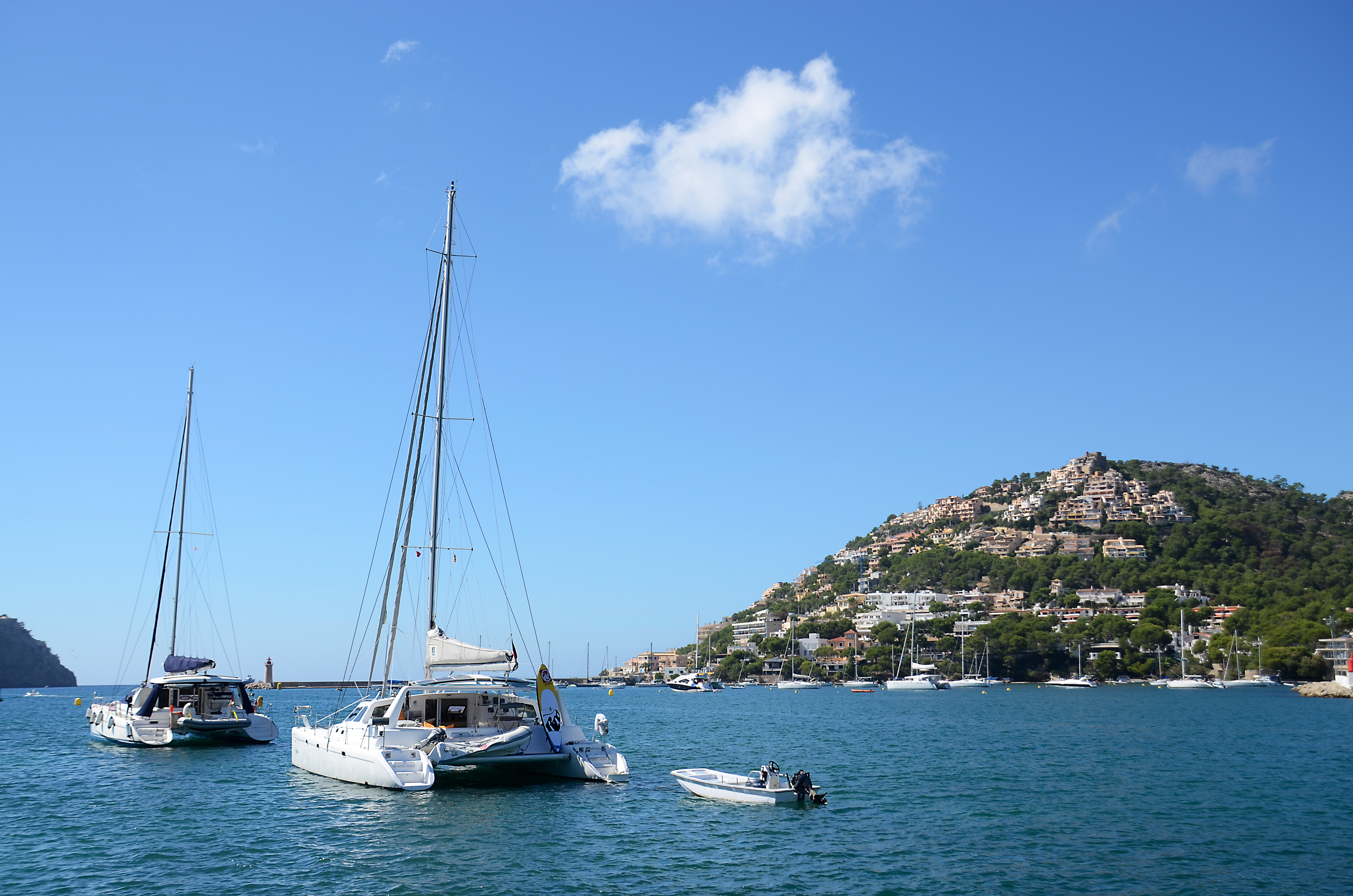
ポルト・アンドラッチ地区
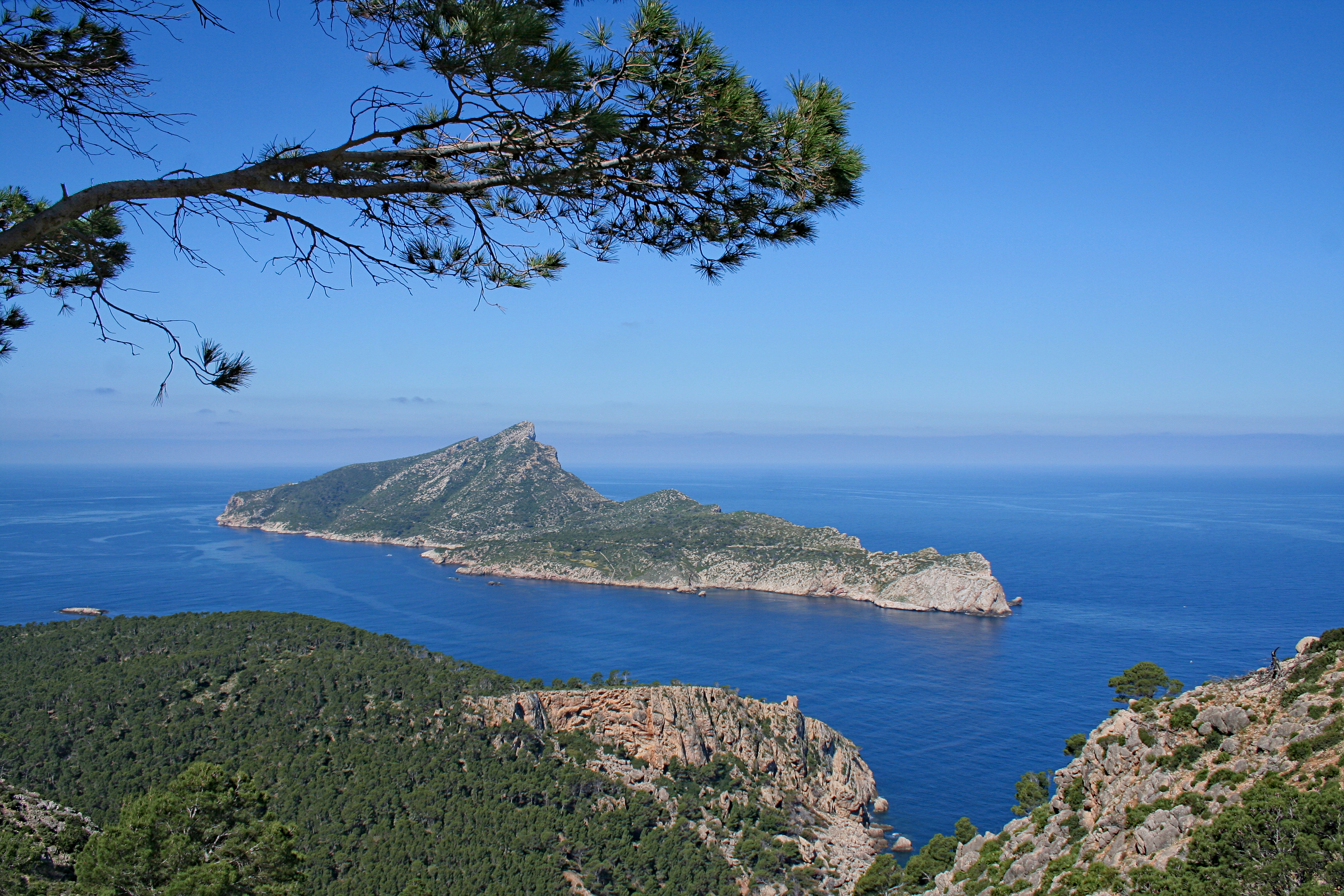
ドラゴネーラ島

### 人口
| アンドラッチの人口推移 1900－2017                       |
|                                                         |
| 出典:INE（スペイン国立統計局）1900年 - 1991年、1996年 - |

20世紀には人口が緩やかに減少したが、1950年代には人口減少が底をついた。1960年代からは増加し始め、21世紀初頭には人口増加のペースが加速した。アンドラッチは外国人の多いマヨルカ島でも特に外国人比率が高い自治体である。2014年の調査では人口の26%にあたる2,761人が外国人であり、内訳はドイツ人が853人、イギリス人が364人、フランス人が177人、イタリア人が130人などである。

## 関係者

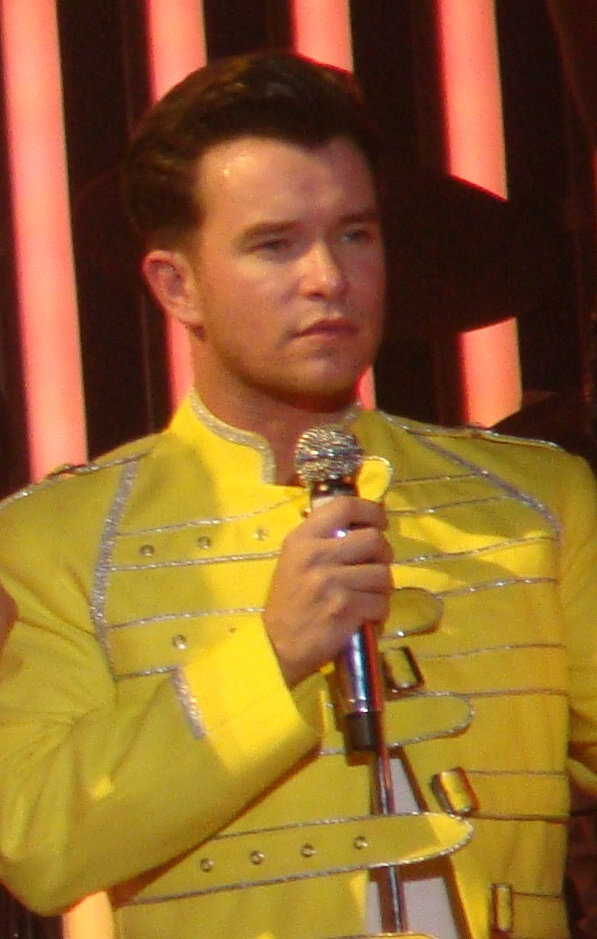
アンドラッチで死去したスティーヴン・ゲイトリー

### 出身者
- バルタサー・プルセル（英語版）(1937-2009) : カタルーニャ語文学の小説家・ジャーナリスト・文芸評論家。

### 居住者
- ホセ・ルイス・デ・ビラリョンガ（英語版）(1920-2007) : 俳優。居住していたアンドラッチで死去[4]。
- ガイ・ハミルトン (1922-2016) : イギリスの映画監督。1970年代中頃から死去するまでアンドラッチに居住[5]。
- Kerima（英語版）(1925-) : フランスの女優。1970年代中頃から少なくとも30年間はアンドラッチに居住[6][7]。
- バーバラ・ウェイル（英語版）(1933-2018) : アメリカの芸術家。40年以上居住したアンドラッチで死去[8]。
- ジョン・ノークス（英語版）(1934-2017) : イギリスのテレビ司会者。アンドラッチに居住[9]。
- スティーヴン・ゲイトリー(1976-2009) : アイルランドの歌手。ボーイゾーンのメンバー。滞在中のアンドラッチで死去[10]。